# 9 Odcinek Straży Granicznej (III Rzesza)
9 Odcinek Straży Granicznej (Grenzschutz-Abschnitts-Kommando 9, G-AK 9) – niemiecki oddział graniczny okresu III Rzeszy. Brał udział w niemieckiej agresji na Polskę we wrześniu 1939 w składzie XXX Korpusu Armijnego gen. artylerii Otto Hartmanna 5 Armii gen. piechoty Curta Liebmanna.
Dowódcą tego oddziału był Generalleutnant Georg Brandt.
W dniach 2 - 4 września 1939 oddział był odpowiedzialny za zajęcie polskiej części górnośląskiego okręgu przemysłowego. Po  bitwie pod Wyrami i wycofaniu się ze Śląska wojsk polskich zajmował m.in. Katowice, Chorzów, Siemianowice Śląskie oraz miasta Zagłębia Dąbrowskiego.